# سيدني ويكس
سيدني ويكس (بالإنجليزية: Sidney Wicks)‏ مواليد 19 سبتمبر 1949 في لوس أنجلوس، هو مدرب كرة سلة أمريكي ولاعب سابق. بدأ مسيرته الاحترافية في سنة 1971. تم اختياره من قبل فريق بورتلاند ترايل بلايزرز خلال الدرافت. يبلغ طوله 6 قدم 8 بوصة (2.0 م). اعتزل اللعب في 1982. شارك 4 مرات في مباراة كل النجوم. أحرز خلال مسيرته في الإن بي إيه 12803 نقطة بمعدل 16.8 نقطة في المباراة الواحدة.

## المسيرة الاحترافية
لعب مع بورتلاند ترايل بلايزرز من سنة 1971 إلى 1976، ثم لعب مع بوسطن سيلتكس من سنة 1976 إلى 1978، ثم لعب مع لوس أنجلوس كليبرز من سنة 1978 إلى 1981، ثم لعب مع رير فينيزيا مستري في موسم 1981–1982.

## روابط خارجية
- سيدني ويكس على موقع إن بي أي (الإنجليزية)
- سيدني ويكس على موقع سبورتس رفرنس (الإنجليزية)
- سيدني ويكس على موقع كلية كرة السلة في سبورتس رفرنس.كوم (الإنجليزية)
- سيدني ويكس على موقع ريلجم (الإنجليزية)
- سيدني ويكس على موقع بروبوليرز (الإنجليزية)
- سيدني ويكس على موقع قاعة المشاهير الجامعة الوطنية لكرة السلة (الإنجليزية)